# Servizio ferroviario metropolitano di Bari
Il servizio ferroviario metropolitano di Bari è costituito da due sistemi, gestiti da Ferrotramviaria (linee FM1 e FM2) e Trenitalia.

## Il servizio ferroviario metropolitano Ferrotramviaria
La cosiddetta ferrovia metropolitana di Bari è un servizio ferroviario urbano, esercito da Ferrotramviaria, che collega la stazione di Bari Centrale al quartiere San Paolo e alla città di Bitonto passando per l'aeroporto di Bari.
Negli schemi della rete della Ferrotramviaria le due linee sono indicate come FM (FM1 e FM2), da "ferrovia metropolitana".

### Storia e linee
Nel 1999 l'amministrazione comunale di Bari approvò un piano di riordino ferroviario, comprendente la costruzione di alcune linee ferroviarie urbane.
La prima opera completata fu la ferrovia Bari-San Paolo (cosiddetta metropolitana San Paolo-FM1), una diramazione della ferrovia Bari-Barletta diretta al quartiere San Paolo.
La linea venne inaugurata il 24 giugno 2008 e aperta all'esercizio il 22 dicembre dello stesso anno.
Nel maggio del 2009 iniziano i lavori per la costruzione della nuova infrastruttura di 7 km a servizio dell'aeroporto di Bari per un costo di 77 milioni di euro. I lavori sono terminati nel 2013. La linea, in concessione per conto della Regione Puglia, è utilizzata dal servizio metropolitano FM2 dal 20 luglio 2013.

#### Linea FM1
I treni in servizio sulla FM1 partono dalla stazione di Bari Centrale della Ferrotramviaria, attigua all'omonima stazione FS, e percorrono il primo tratto della linea per Barletta, toccando le fermate urbane di Quintino Sella, Brigata Bari e Francesco Crispi.
Alla stazione di Fesca-San Girolamo ha inizio la tratta di nuova costruzione, in viadotto e a doppio binario; dopo la fermata di Tesoro, posta sul viadotto, la linea scende al piano di campagna e si interra, toccando le fermate sotterranee di Cittadella della Polizia e San Gabriele, fino alla stazione capolinea di Ospedale San Paolo. Alla fine del 2013 sono iniziati i lavori di prolungamento del servizio metropolitano alla fermata Cecilia, operativa dal 4 luglio 2017, e alla successiva fermata Viale delle Regioni, in fase di costruzione.
La lunghezza totale della linea FM1 è di 9,286 km. Il servizio prevede un treno ogni 40 minuti. Sono utilizzati gli elettrotreni ELT 200 (tipo Alstom Coradia), gli unici in grado di servire le stazioni della nuova tratta, caratterizzate da marciapiedi alti.

#### Linea FM2
La linea FM2 collega la stazione di Bari Centrale a Bitonto passando per una nuova tratta ferroviaria di 7,7 km di lunghezza che serve l'aeroporto di Bari-Palese e Europa, un nuovo insediamento residenziale. Le corse FM2 sono 7 coppie al giorno, ma integrate dal servizio FR2 che segue lo stesso percorso della FM2 proseguendo però fino a Barletta. Il materiale rotabile è composto dagli ELT 200 e dai più moderni Stadler FLIRT che consentiranno in futuro di rendere interoperabili il passante aeroportuale con l'intera rete regionale di RFI.
La costruzione della linea FM2 e delle due stazioni sul suo tracciato è stata cofinanziata con oltre 40 milioni di euro dai fondi PON - Trasporti e FESR dell'Unione Europea.

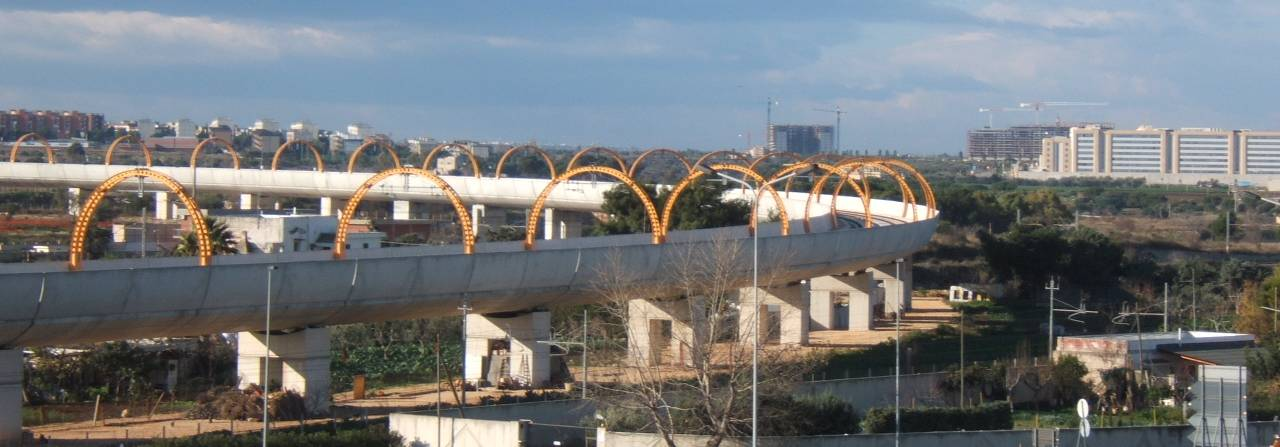
Il viadotto verso il quartiere San Paolo
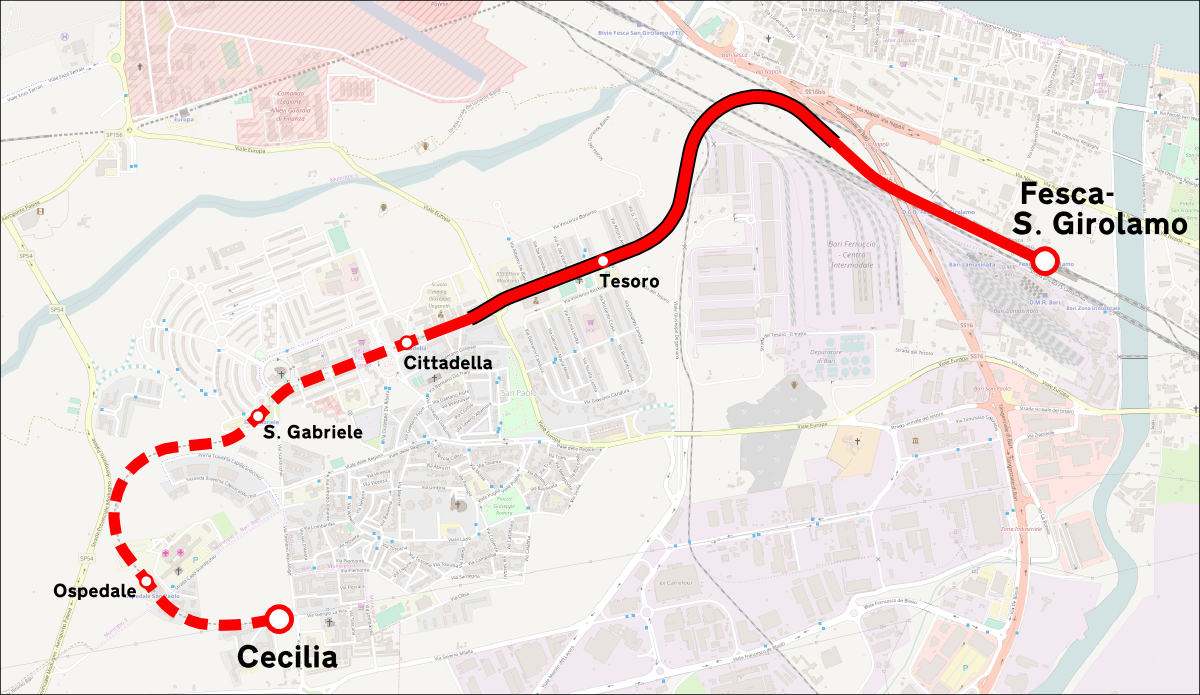
Il percorso della FM1
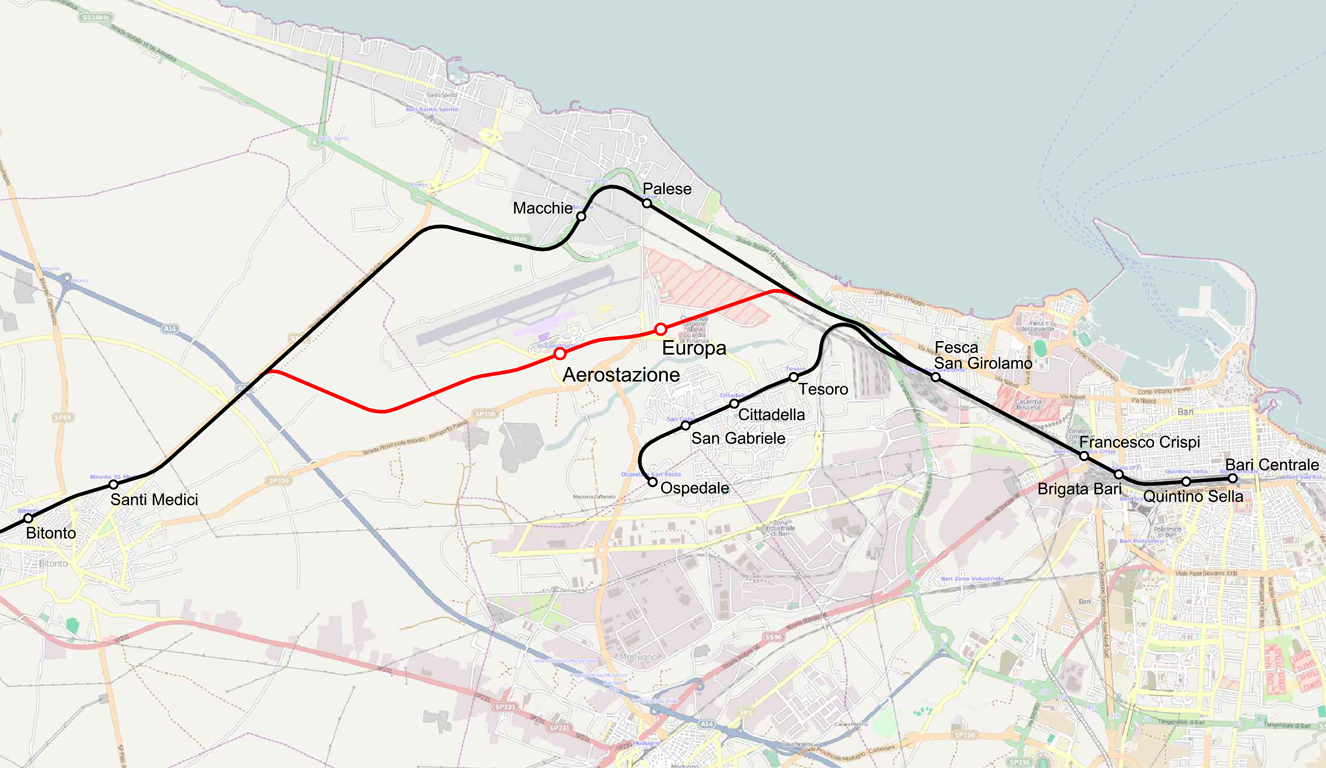
In rosso la nuova infrastruttura, utilizzata dalla FM2, costruita a servizio dell'aeroporto

## Il servizio ferroviario metropolitano Trenitalia
Il servizio ferroviario urbano delle Ferrovie dello Stato venne istituito il 30 settembre 1991 sulla tratta urbana della ferrovia Adriatica, da Bari Santo Spirito a Bari Parco Sud, con frequenza semioraria; erano utilizzate automotrici diesel ALn 668. Dopo pochi mesi, in seguito all'aumento dell'utenza, il servizio fu prolungato da Bari Parco Sud a Bari Torre a Mare.
Il 31 maggio 1992 vennero aggiunte le nuove fermate intermedie di Marconi, Magna Grecia e Liside (Parco Sud).
Il 10 ottobre 1993 venne attivata l'elettrificazione fra Bari Parco Sud e Mola di Bari, e contemporaneamente il raddoppio del binario fra Bari Torre a Mare e Mola di Bari; il servizio urbano fu così prolungato a quest'ultima località, e gestito con automotrici elettriche ALe 582.
Alla fine del 1993 il servizio venne prolungato da Bari S. Spirito alla nuova fermata di Enziteto Catino, ricavata da un'asta di manovra.
Il 14 dicembre 2004 all'interno della stazione di Bari Parco Sud vennero attivati due banchine per servizio viaggiatori, e contestualmente vennero soppresse le due fermate di Liside e Magna Grecia. Nel 2009 il servizio è stato esteso a Giovinazzo e Molfetta, stazione capolinea dei treni metropolitani; in contemporanea è stata soppressa la fermata di Enziteto Catino. Il 2 ottobre 2016 è stata attivata la fermata di Bari Torre Quetta.

### Ferrovia Adriatica
Il servizio Bari Torre a Mare-Bari Centrale-Bari S. Spirito, assieme a quello Bari Centrale-Modugno, è catalogato nel quadro orario M85 dell'orario ufficiale e viene definito servizio metropolitano. L'orario non è cadenzato e le corse sono in media ogni mezz'ora (Bari Torre a Mare-Bari S. Spirito).
Il servizio è accessibile con un biglietto a tariffa speciale (tariffa metropolitana 14/BA) solo nella tratta tra Bari S. Spirito e Bari Torre a Mare.

### Ferrovia Bari-Bitritto Linea FM3
I treni in servizio sulla ferrovia, di lunghezza 9,1 km e inaugurata nel 2024, partono da Bari Centrale e giungono nella cittadina confinante di Bitritto, con fermata intermedia a Bari Santa Rita e Bari Loseto.
È in fase di progettazione esecutiva la fermata per lo Stadio San Nicola, poco distante dalla linea ferroviaria.